# Уттапам
Уттапам (там. ஊத்தப்பம்) — популярна страва, яка виникла на півдні Індії (Таміл Наду). Може вимовлятися як uttappa. 
Уттапам не тільки став улюбленою стравою по всій Індії, його також цінують відвідувачі з інших країн. Уттапам іноді характеризують як індійську піцу.
Схожий на млинець, подібний до іншої популярної тамільської страви — доси. Уттапам роблять із залишків тіста для неї, так само як і іншу страву ідлі. Тісто для доси виготовляється з рису та чорної сочевиці, багатої білком. Можуть додавати гуньбу (фенургек). Це ж тісто для доси можна використовувати для приготування уттаппам, коли воно скисає через 2-3 дні. Уттапам традиційно готується з начинками, такими як помідори, цибуля, перець, стручковий перець та коріандр. Уттапам подають з кокосовим чатні та самбаром.
Традиційно вживають під час сніданку або вечері. 

## Приготування
Щоб приготувати тісто потрібно замочить рис і дал (сочевиця) на ніч або 5-6 годин. Рис вимити і злити, крупно подрібнити в блендері. Подрібнити дал в рівномірну сироподібну пасту. Змішати подрібнений рис і сочевицю разом у тісто. Воду, в якій замочували рис та сочевицю не виливають, а зберігають для закваски. Додати сіль і тримати в теплому місці 8-10 годин або протягом ночі для бродіння. Тісто для уттапаму береться із співвідношення 1:3 vigna mungo та рису. Рис може бути поєднанням пропареного та звичайного сорту, такого як басматі.
Коли тісто прокисло, потрібно нагріти велику пласку пательню (тава) на середньому вогні, черпаком викласти на неї тесто. за допомогою кругових рухів розподілити його товстим колом. Розлити по ложці олії з боків і накрити пательню на деякий час. Посипати нарізані овочі на верхню сторону уттапаму і дати йому нагрітися на нижній стороні. Коли одна сторона набуває більш коричневого кольору, ніж інший бік, потрібно перевернути.
Подавати гарячим із чатні.

### Миттєвий уттапам
В магазинах Південної Індії доступні суміші борошна для миттєвого приготування уттапам. Невелика частина його змішується з водою, утворюючи зброджене тісто. Потім це рівномірно розподіляється на сковороді для приготування. Такий миттєвий уттапам можна приготувати за п’ять хвилин.

## Варіації
- Цибулевий уттапам - найпопулярніший вид.
- Рава уттапам - не потребує бродіння тіста, містить манну крупу, сир.
- Рагі уттапам - з борошна Eleusine coracana, манної крупи та йогурту.

## Користь для здоров'я
Сучасні дослідження показують, що у збродженому тісті уттапам містяться корисні для людини бактерії. Пробіотичні молочнокислі бактерії є зміцнювачами здоров'я і їх традиційно вживають без знання того, що вони мають корисні властивості. Ці бактерії в основному беруть участь у секреції антимікробних препаратів, підсилюють імуномодулюючу дію та зберігають кишковий епітеліальний бар'єр, конкуруючи пригнічуючи патогенні організми. Бактерії Lactobacillus pentosus, Lactobacillus plantarum, Lactobacillus plantarum ssp. argentoratensis та Lactobacillus plantarum ssp. plantarum були виділені зі збродженого тіста уттапам.

## Галерея

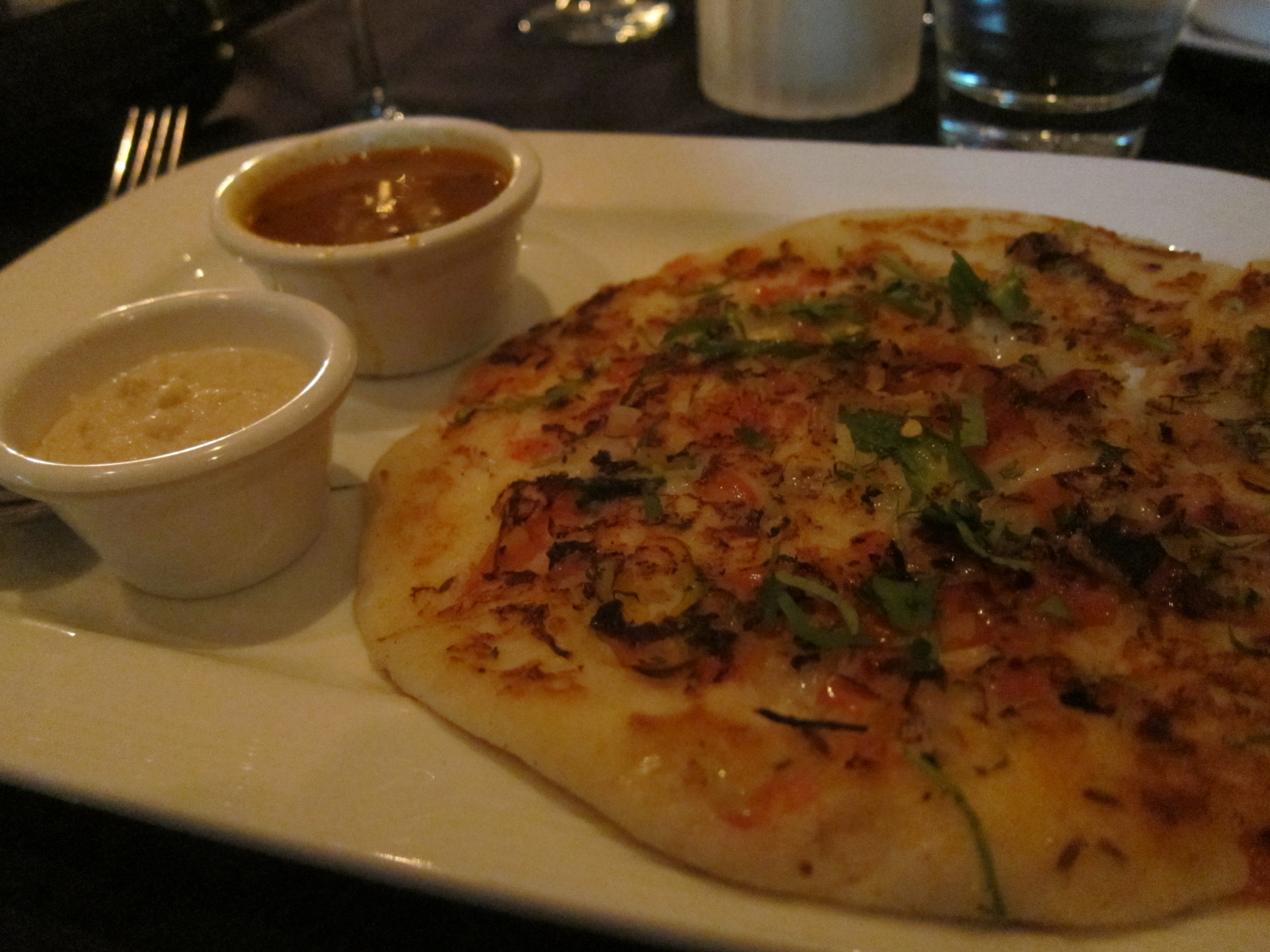
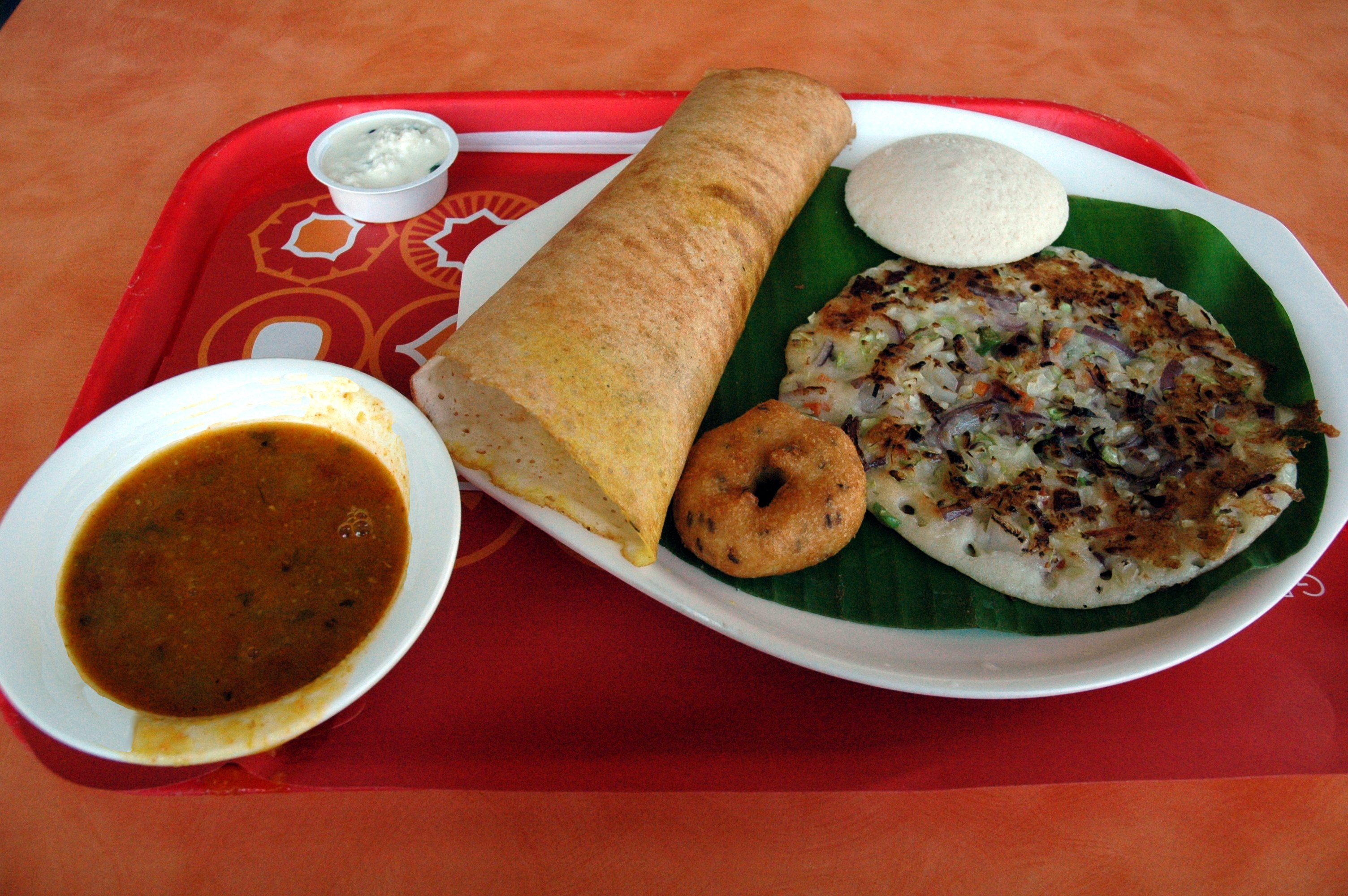
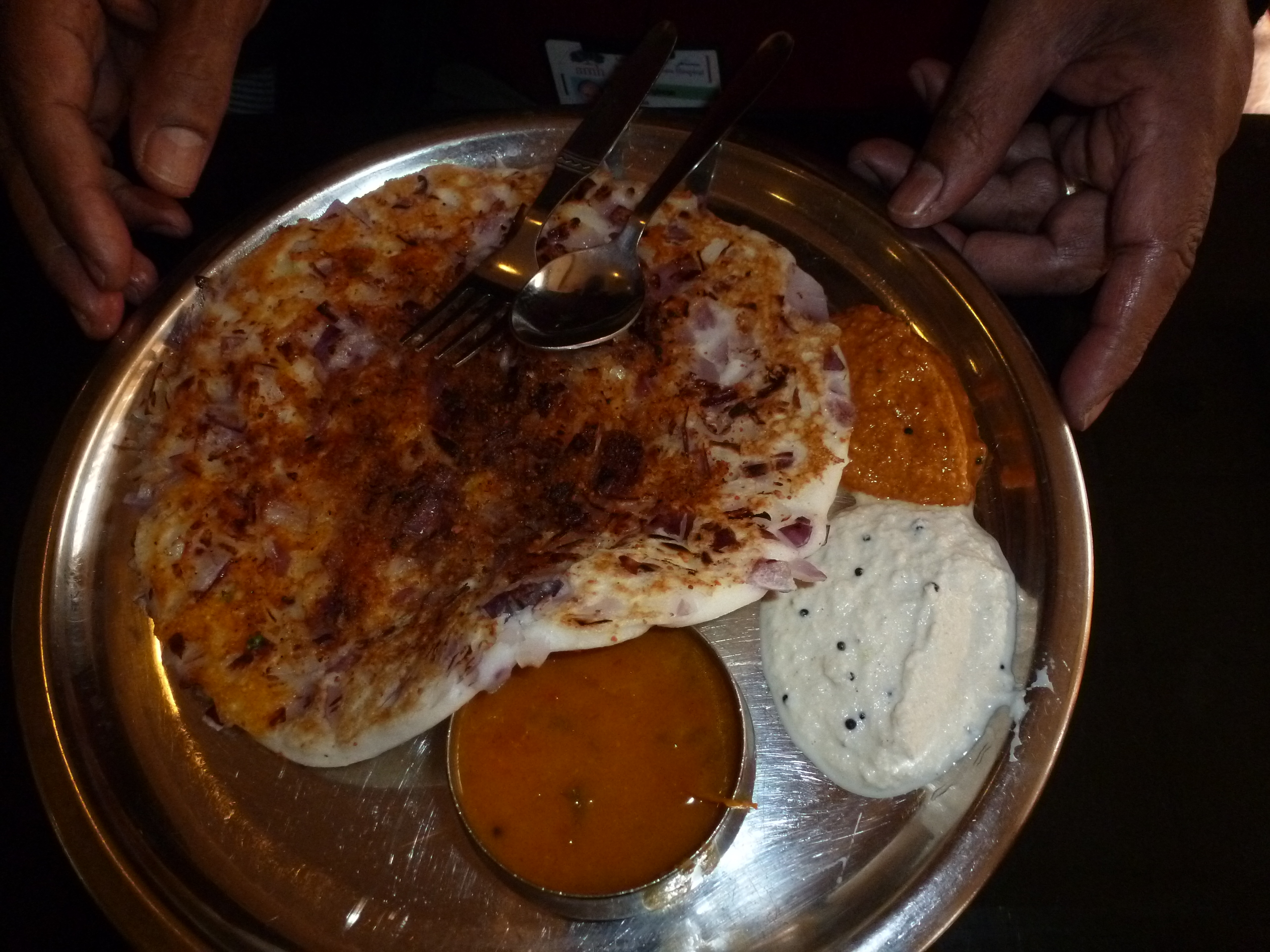